# Дойчо Толинов
Дойчо Рашков Толинов е копривщенски наследствен народен певец.

## Биография
Дойчо Толинов е роден на 10 юли 1919 г. в Копривщица, Царство България. Дарбата да пее наследява от своята майка и пее от малък. Учи до ІІІ (7-ми) клас в копривщенското училище, след което подхваща овчарлъка. Понеже не го свърта на едно място се озовава в гара Кричим, където се цани за чирак в кръчма и бакалия. По тези места започва и певческата му „кариера“.
Когато през 1939 година го взимат войник в София – в VII Търновски пехотен на Н.Ц.В. Цар Фердинанд І полк е в охраната на царския дворец. По това време завършва и химическа школа за подофицери.
След уволнението има малък престой у дома, но като запасняк е изпратен на фронта и участвува и в двете фази на Отечествената война. На фронта е в състава на минохвъргачна рота – 85-милиметрова минохвъргачка „Райметал“, образец 1935 г.
След войната работи пак като овчар, в тухларница, но не престава да пее. Тогава в читалището има голям народен ансамбъл и оркестър гайди. Със силният си и приятен глас, с ярките и стилни изпълнения Дойчо Толинов на всички фолклорни събори в Копривщица е участвал и получава медали – сребърен на първия, после и златни, и е награждаван редовно с грамоти и отличия. Пее и по сватби, седенки и чествания.
Народният певец редовно участвува в ежегодното театрализирано възпроизвеждане на моменти от Априлското въстание на 1 – 2 май в центъра на града, организирано от читалището и Дирекция на музеите. За него се казва:
| „ | Педя човек, душа – балкан, а пък глас – от бога… | “ |